# Вімблдонський турнір 1976
Вімблдонський турнір 1976 проходив з 21 червня по 3 липня 1976 року на кортах Всеанглійського клубу лаун-тенісу і крокету в передмісті Лондона Вімблдоні. Це був 90-й Вімблдонський чемпіонат, а також третій турнір Великого шолома з початку року. 

## Огляд подій та досягнень
В одиночному розряді чоловіків перемогу здобув Бйорн Борг. Це був перший вімблдонський титул для нього, а загалом третій титул Великого шолома. 
У жінок тріумфувала Кріс Еверт. Для неї це була друга вімблдонська перемога  і 5-а перемога в турнірах Великого шолома. Вона ж перемогла в парному розряді, утворивши дует з Мартіною Навратіловою.

## Результати фінальних матчів

### Дорослі
| Одиночний розряд. Джентльмени Детальніше |                             |                         |
| Бйорн Борг                               | Іліє Настасе                | 6–4, 6–2, 9–7           |
|                                          |                             |                         |
| Одиночний розряд. Леді Детальніше        |                             |                         |
| Кріс Еверт                               | Івонн Гулагонг Коулі        | 6–3, 4–6, 8–6           |
|                                          |                             |                         |
| Парний розряд. Джентльмени Детальніше    |                             |                         |
| Браян Готтфрід Рауль Рамірес             | Росс Кейс Джефф Мастерз     | 3–6, 6–3, 8–6, 2–6, 7–5 |
|                                          |                             |                         |
| Парний розряд. Леді Детальніше           |                             |                         |
| Кріс Еверт Мартіна Навратілова           | Біллі Джин Кінг Бетті Стеве | 6–1, 3–6, 7–5           |
|                                          |                             |                         |
| Мікст Детальніше                         |                             |                         |
| Тоні Роч Франсуаз Дюрр                   | Дік Стоктон Розі Казалс     | 6–3, 2–6, 7–5           |
|                                          |                             |                         |

### Юніори
| Одиночний розряд. Хлопці  |               |               |
| Гайнц Гюнтгардт           | Петер Елтер   | 6–4, 7–5      |
|                           |               |               |
| Одиночний розряд. Дівчата |               |               |
| Наташа Чмирьова           | Марізе Крюгер | 6–3, 2–6, 6–1 |
|                           |               |               |

## Виноски
1. ↑  Gentlemen's Singles Finals 1877-2017. wimbledon.com. Вімблдонський турнір. Архів оригіналу за 15 лютого 2018. Процитовано 22 липня 2017.
2. ↑  Ladies' Singles Finals 1884-2017. wimbledon.com. Вімблдонський турнір. Архів оригіналу за 15 липня 2018. Процитовано 22 липня 2017.
3. ↑  Gentlemen's Doubles Finals 1884-2017. wimbledon.com. Вімблдонський турнір. Архів оригіналу за 14 жовтня 2017. Процитовано 22 липня 2017.
4. ↑  Ladies' Doubles Finals 1913-2017. wimbledon.com. Вімблдонський турнір. Архів оригіналу за 15 липня 2018. Процитовано 22 липня 2017.
5. ↑  Mixed Doubles Finals 1913-2017. wimbledon.com. Вімблдонський турнір. Архів оригіналу за 10 вересня 2017. Процитовано 22 липня 2017.
6. ↑  Boys' Singles Finals 1947-2017. wimbledon.com. Вімблдонський турнір. Архів оригіналу за 13 серпня 2017. Процитовано 13 серпня 2017.
7. ↑  Girls' Singles Finals 1947-2017. wimbledon.com. Вімблдонський турнір. Архів оригіналу за 14 червня 2018. Процитовано 13 серпня 2017.